# .nr
.nr és el domini de primer nivell territorial (ccTLD) de Nauru. Els dominis .nr els proporciona CenpacNet, l'ISP del país.
La configuració del domini de primer nivell .nr es va fer des d'Austràlia el 1998 com a part de la primera connectivitat a Internet de l'illa.

## Dominis de segon nivell
Es permet de fer registres al tercer nivell per sota d'aquests dominis de nivell dos:
- edu.nr (restringit)
- gov.nr (restringit)
- biz.nr (sense restriccions)
- info.nr (sense restriccions)
- net.nr (sense restriccions)
- org.nr (sense restriccions)
- com.nr (sense restriccions)

Nota: "co.nr" no és de la jerarquia oficial; és un domini (www.co.nr) propietat d'una empresa que proporciona serveis gratuïts de redirecció de subdominis.